# Airbus A310 Zero G
Dimensions

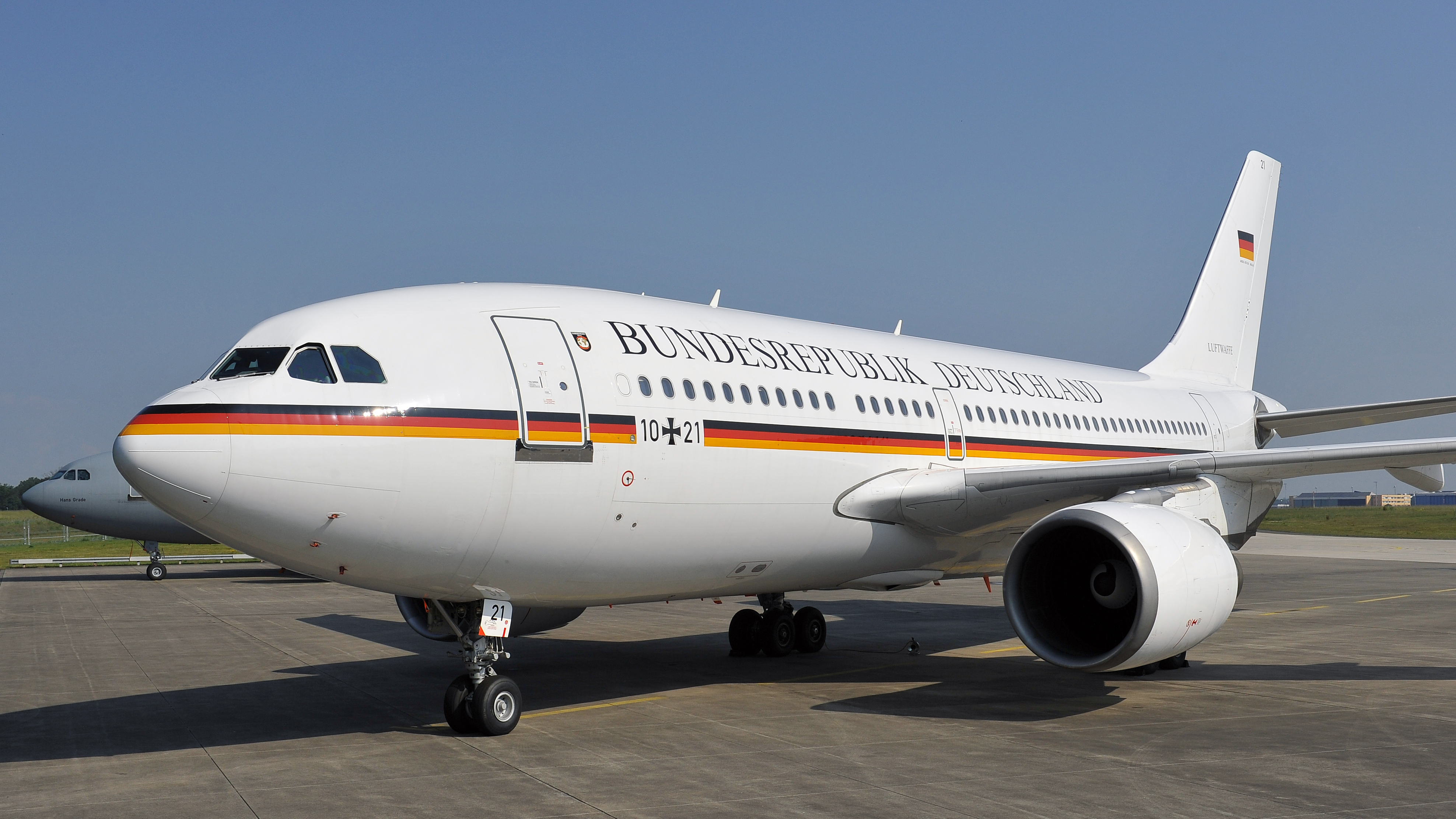
Appareil avant sa conversion (10+21), en faveur du gouvernement fédéral.

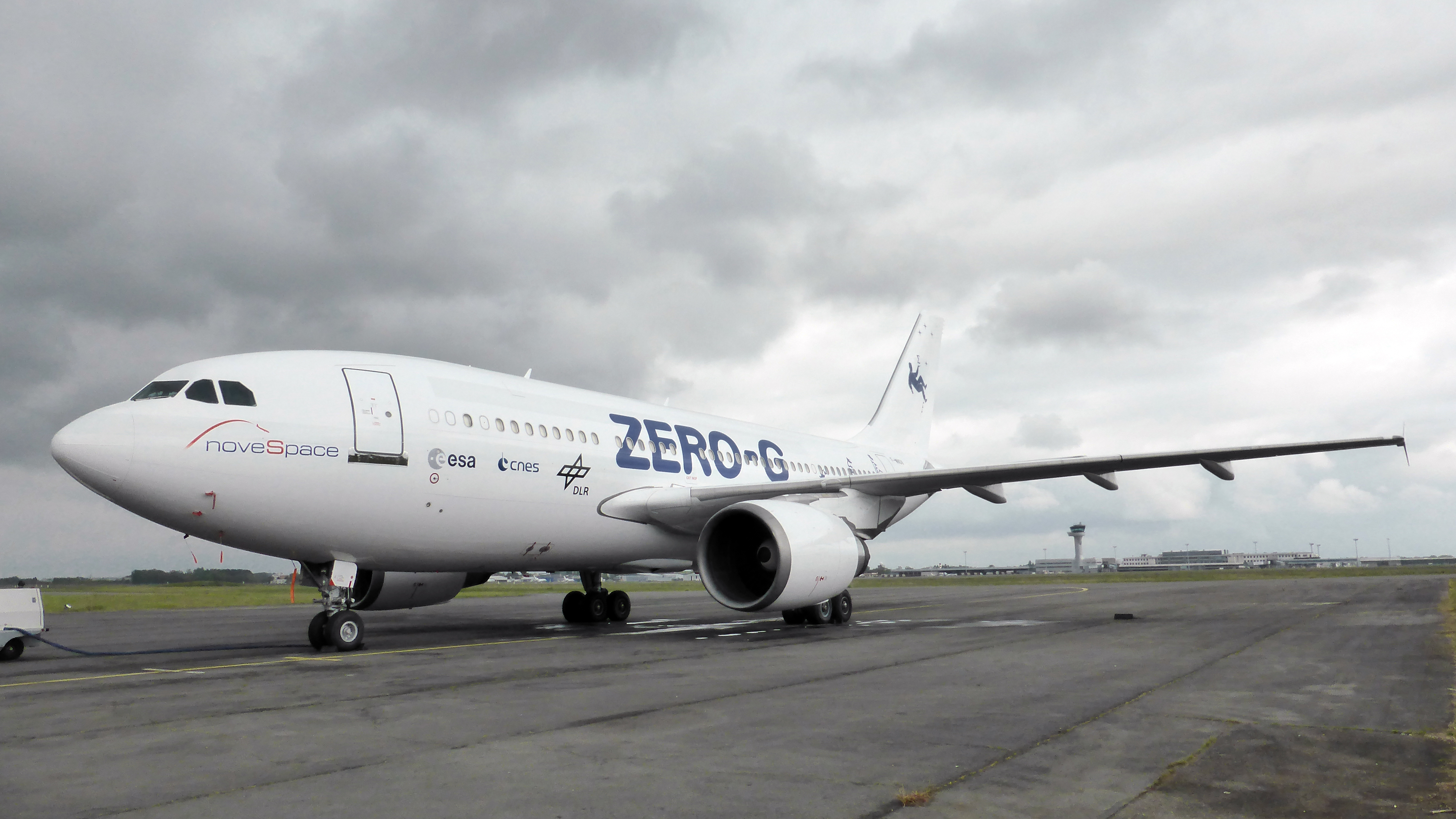
F-WNOV en ancienne livrée.

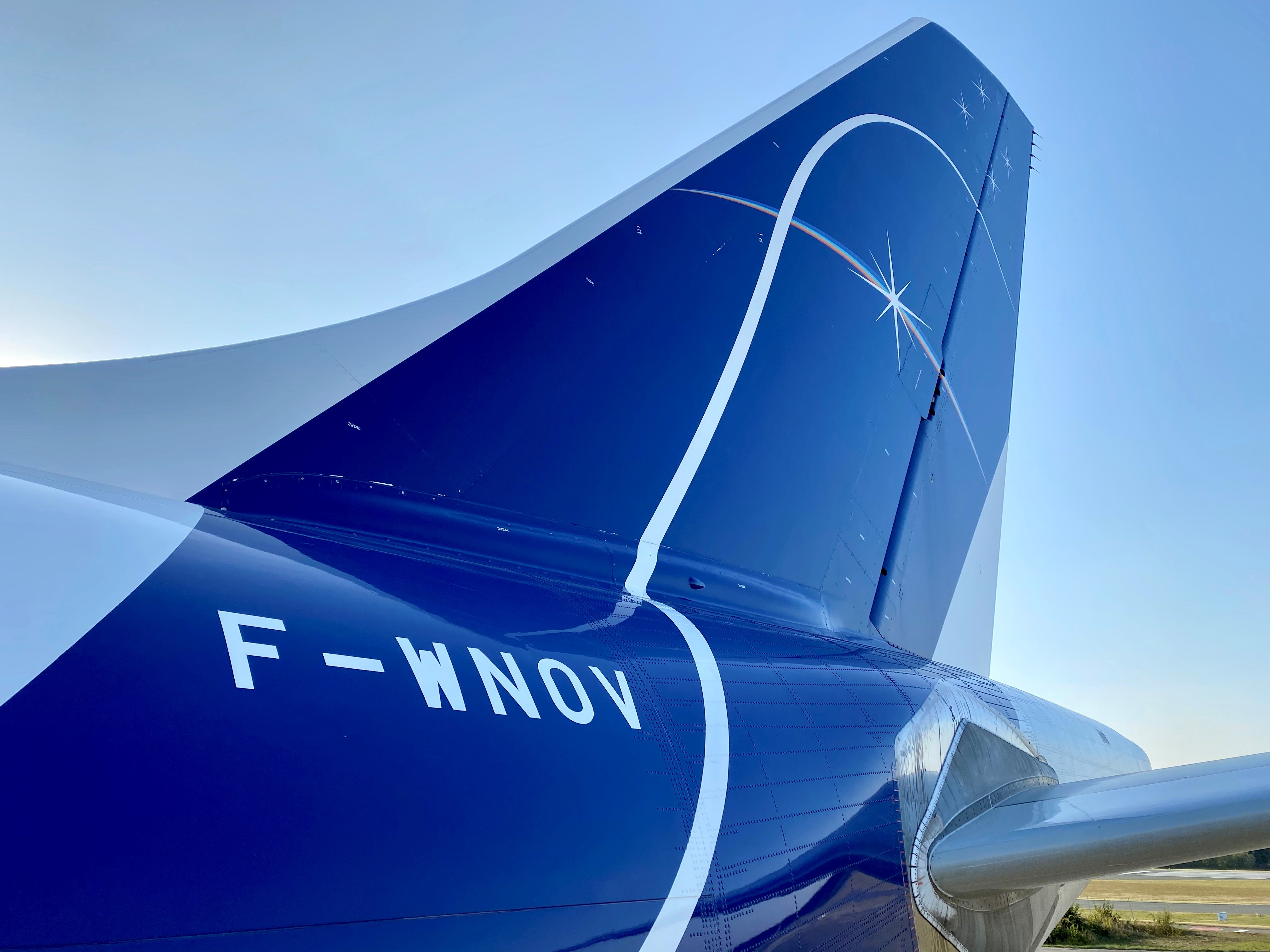
Son empennage actuel.

L'Airbus A310 ZERO-G est un avion de type A310-304 de la société Airbus aménagé en laboratoire de recherche scientifique, spécialement adapté pour l'apesanteur. Il est utilisé pour réaliser des vols paraboliques permettant d'atteindre jusqu'à 22 secondes d'impesanteur. Exploité par la société Novespace, filiale du Centre national d'études spatiales (CNES), cet appareil est basé sur l'aéroport de Bordeaux-Mérignac.

## Historique
De numéro de série (MSN) 498, et équipé de moteurs General Electric CF6-80C2A2, cet appareil a été livré initialement à la compagnie aérienne nationale de l’Allemagne de l’Est Interflug, en juin 1989. Il était alors équipé de deux réservoirs supplémentaires pour réaliser des vols directs depuis Berlin-Est, vers La Havane et vers Pékin.
Il a tout d’abord porté l’immatriculation F-WWCU pendant ses essais, puis DDR-ABA à sa livraison à Interflug, et D-AOAA après la réunification allemande. 
Après la liquidation de cette compagnie à la suite de la réunification, cet Airbus A310 a été acquis par l’État allemand en août 1991 pour le transport du gouvernement et du chancelier. L’appareil a alors été reconfiguré en VIP par Lufthansa Technik, exploité par l'armée de l'air (Luftwaffe) sous l’immatriculation 10+21 et reçu le nom « Konrad Adenauer ».
Il a peu volé durant les 23 ans qu’il a passé au service du gouvernement allemand, en comparaison d’avions de transport commercial de passagers. C’est pourquoi la société Novespace l’a acheté en juin 2014 pour lui faire effectuer une série de vols d’essais avec paraboles, avant de le faire aménager par la société Lufthansa Technik pour réaliser des vols paraboliques.
L’Airbus A310 a été ré-immatriculé F-WNOV puis amené en mars 2015 au siège de Novespace sur l’aéroport de Bordeaux Mérignac, où il a fait son premier vol parabolique pour la recherche scientifique le 5 mai 2015. Il a remplacé l'Airbus A300 ZERO-G exploité depuis 1997 et dont certains équipements étaient devenus obsolètes. Son immatriculation est devenue F-HNOV le 24 décembre 2024.L’A300 ZERO-G a été offert à l'aéroport Cologne/Bonn où il fait désormais office de musée.
Par rapport à l’Airbus A300, l’Airbus A310 Zero G permet notamment de fournir plus de puissance électrique aux expériences embarquées, ainsi qu'un pilotage plus précis de la parabole et donc de meilleures conditions d’impesanteur. L’Airbus A310 est un des premiers appareils de la génération « glass cockpit », où des écrans remplacent les instruments de bord traditionnels.

## Caractéristiques
L’Airbus A310 Zero G permet d'accueillir jusqu'à 40 passagers et une douzaine d’expériences scientifiques dans ses 200 m3 d'espace dédié. Cet appareil, unique en Europe, est le plus gros avion au monde, en termes de capacité d'emport d'expériences, à permettre des conditions d'impesanteur pour la communauté scientifique.
L’Airbus A310 Zero G donne la possibilité d'effectuer des paraboles reproduisant les conditions de l’impesanteur, de la pesanteur martienne (0,38 g), lunaire (0,16 g), et tout autre niveau entre 0 et 2 g, offrant ainsi un terrain d'expérimentation unique pour les chercheurs.
Durant ses deux premières années d'exploitation par Novespace, il a réalisé 506 paraboles pour la mise en service de l'appareil, sa qualification et l'entrainement des équipages, 1307 paraboles pour la recherche scientifique et spatiale, 174 pour le grand public et le tournage de films.
Le programme d’entretien de l’appareil a été resserré pour tenir compte des efforts exercés sur la structure de l’appareil lors des manœuvres paraboliques, efforts calculés par Airbus. Il en est de même pour les moteurs, pour lesquels chaque parabole est comptée comme un cycle moteur à la suite des études menées par General Electric.
L’entretien de l’appareil est essentiellement réalisé par Sabena Technics à Bordeaux. 
L'avion est piloté par un équipage expérimenté. La manœuvre, pour être précise, nécessite l'intervention de trois pilotes en même temps : un premier pilote gère le tangage de l’avion pour annuler la portance, un deuxième pilote gère l’axe de roulis et maintient les ailes horizontales, le troisième règle les manettes de gaz pour compenser avec précision la trainée par la poussée moteur pendant la phase parabolique. C’est ainsi qu’on obtient 0 g sur les trois axes. Depuis 2018, l'astronaute Thomas Pesquet a rejoint l'équipe de pilotes d'essai qui réalisent les vols paraboliques de l'Airbus A310 Zero G.
Pendant l’ensemble de ces manœuvres, l’Airbus A310 Zero G reste dans son domaine de vol certifié, défini entre -1 g et 2,5 g.

## Vols scientifiques

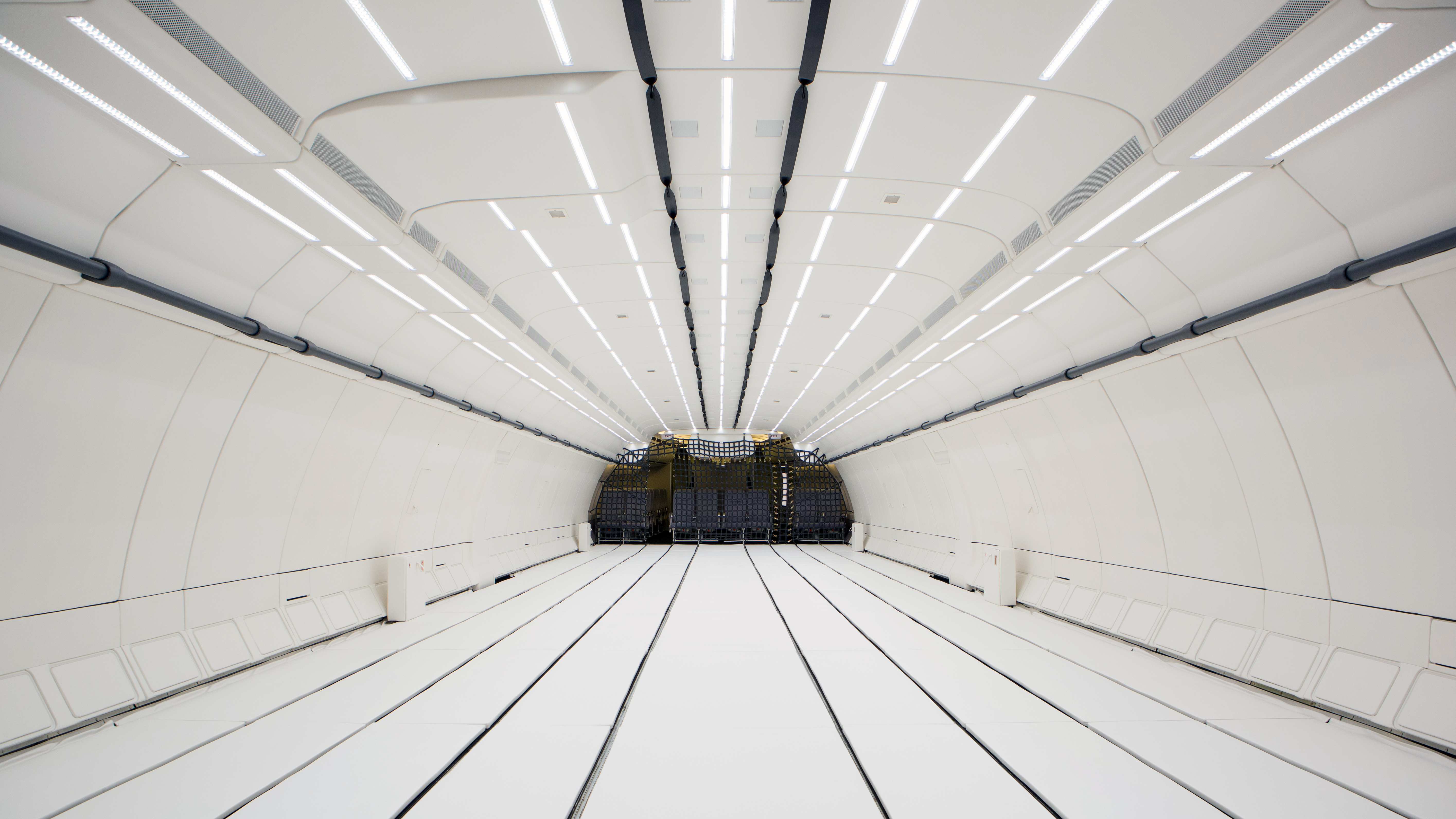
Zone d'expériences (cabine principale).

Les vols scientifiques offrent la possibilité de réaliser à moindre coût des expériences permettant d’observer des phénomènes physiques ou physiologiques qui, au sol, sont « masqués » par la pesanteur. Les expériences abordent des thèmes très variés. L'intérêt touche aussi bien les domaines de la physique fondamentale, des sciences physiques, des sciences de la vie, sciences de la matière, sciences de l’univers. D’autres expériences permettent de tester des équipements et des dispositifs qui seront ensuite envoyés dans l'espace.
Ces vols scientifiques sont réalisés en accord relatif à l'utilisation des aéronefs civils en aviation générale. 
Chaque vol dure environ trois heures, pendant lesquels une douzaine d’équipes de recherche mènent des expériences dans tous les domaines, le plus souvent en apesanteur, mais parfois aussi en pesanteur partielle : des campagnes de vol peuvent être réalisées avec des niveaux de pesanteur augmentés graduellement de 0 et 2 g. 
Les vols scientifiques de l’Airbus A310 Zero G ont commencé en mai 2015, avec une campagne commune aux trois agences spatiales CNES, ESA et DLR. Ces vols scientifiques sont réalisés principalement avec le soutien  des agences spatiales, dont les comités d’expert sélectionnent des projets proposés par des laboratoires de recherche venant de toute l’Europe, et parfois la Chine, le Japon, le Canada et les États-Unis. Le CSU, branche spatiale de l’académie des sciences de Chine, ou la Swiss Skylab Foundation, avec le soutien du Swiss Space Office, sont d’autres utilisateurs réguliers des vols paraboliques.

## Vols grand public Air Zero G
Depuis le 4 décembre 2012, les vols en apesanteur peuvent également être réalisés pour le grand public. 
Ces vols paraboliques, qui sont réalisés sous la marque Air Zero G, ne sont pas des vols commerciaux classiques : ils ont le statut réglementaire de « vols à sensations », conformément à l'Arrêté ministériel du 24 juillet 1991, modifié le 8 février 2012 relatif à l'utilisation des aéronefs civils en aviation générale. 
Ces vols sont commercialisés par la société Avico. Plus d’un tiers du chiffre d’affaires est reversé aux agences spatiales au bénéfice des programmes de recherche scientifique en apesanteur.
Chaque vol dure deux heures environ, pendant lequel 40 passagers découvrent d’abord la gravité martienne (0,38 g, avec une parabole de 30 secondes), la gravité lunaire (0,16 g, 2 paraboles de 25 secondes) et l'apesanteur (0 g, 12 paraboles de 22 secondes), soit une durée totale d’apesanteur de près de 4 minutes et demie.
Des vols spéciaux sont également réalisés pour le compte de sociétés (à l’occasion du 50e anniversaire du Groupe Carrefour en 2014, par exemple), pour le tournage de films (La Momie avec Tom Cruise en 2016,) ou de publicité (Lego avec l'astronaute Mike Massimino en 2018) ou pour des opérations caritatives (découverte de l’apesanteur par des enfants handicapés de 5 pays d'Europe en compagnie de 6 astronautes de l’ESA en 2017).
Plusieurs personnalités ont activement participé à de tels vols, comme l'astronaute d'Apollo XVI Charlie Duke, l'athlète Usain Bolt, la Miss France Camille Cerf...